# The Great American Bash (2007)
The Great American Bash (2007) foi um evento em pay-per-view de wrestling profissional produzido pela World Wrestling Entertainment (WWE), que ocorreu em 22 de julho de 2007, no HP Pavilion em São José, Califórnia, tendo lutadores do Raw, SmackDown! e ECW. Foi o quarto evento da cronologia WWE The Great American Bash.
A principal luta do Raw foi entre John Cena e Bobby Lashley pelo WWE Championship, vencida por Cena por pinfall após um FU da segunda corda em Lashley. A mais importante luta do SmackDown! foi pelo World Heavyweight Championship entre The Great Khali, Batista e Kane. Khali venceu após realizar o pinfall em Kane, retendo seu título. A luta principal da ECW foi John Morrison versus CM Punk pelo ECW Championship, which Morrison won by pinfall after hitting Punk with both of his knees. Outras lutas incluiram Montel Vontavious Porter versus Matt Hardy pelo WWE United States Championship e Randy Orton versus Dusty Rhodes.
O evento teve 229,000 compras, maior do que o do ano anterior.

## Resultados
| #                                                   | Resultado                                                                                     | Estipulação                                                        | Tempo        |
| --------------------------------------------------- | --------------------------------------------------------------------------------------------- | ------------------------------------------------------------------ | ------------ |
| Dark                                                | Chuck Palumbo derrotou Chris Masters                                                          | Luta individual                                                    | Desconhecido |
| 1                                                   | Montel Vontavious Porter (c) derrotou Matt Hardy                                              | Luta individual pelo United States Championship                    | 12:55        |
| 2                                                   | Hornswoggle derrotou Chavo Guerrero (c), Jimmy Wang Yang, Shannon Moore, Funaki e Jamie Noble | Desafio Aberto de Pesos-Médios pelo WWE Cruiserweight Championship | 06:59        |
| 3                                                   | Carlito derrotou The Sandman                                                                  | Luta com um bastão em um mastro                                    | 05:31        |
| 4                                                   | Candice Michelle (c) derrotou Melina                                                          | Luta individual pelo Women's Championship                          | 06:22        |
| 5                                                   | Umaga (c) derrotou Jeff Hardy                                                                 | Luta individual pelo Intercontinental Championship                 | 11:20        |
| 6                                                   | John Morrison (c) derrotou CM Punk                                                            | Luta individual pelo ECW World Championship                        | 07:50        |
| 7                                                   | Randy Orton derrotou Dusty Rhodes                                                             | Luta Texas Bullrope                                                | 05:40        |
| 8                                                   | The Great Khali (c) derrotou Kane e Batista                                                   | Luta Triple Threat pelo World Heavyweight Championship             | 10:04        |
| 9                                                   | John Cena (c) derrotou Bobby Lashley                                                          | Luta individual pelo WWE Championship                              | 15:53        |
| (c) – refers to the champion heading into the match |                                                                                               |                                                                    |              |